# Nové Heřminovy
Nové Heřminovy (německy Neu Erbersdorf, 1900 Neuerbersdorf; polsky Nowe Herzminowy) jsou obec v okrese Bruntál v Moravskoslezském kraji. Žije zde 357 obyvatel.

## Název
Jméno bylo převzato od Starých Heřminov. Přívlastek Nové se začal psát počátkem 19. století.

## Historie
První písemná zmínka o obci pochází z roku 1406, kdy byly zapsány v krnovských zemských deskách jako majetek Zikmunda Znaty z Hynčic. V roce 1411 se obec stala majetkem Zikmundovy sestry Markéty z Hynčic. V roce 1530 si pronajal panství Nové Heřminovy Marek Weisinger z Weisingau k důlní činnosti. Po porážce stavovského povstání v roce 1620 se stali majiteli panství Lichtenštejnové.

## Obyvatelstvo

### Vývoj počtu obyvatel
Počet obyvatel Nových Heřminov podle sčítání lidu:
| Rok            | 1869 | 1880 | 1890 | 1900 | 1910 | 1921 | 1930 | 1950 | 1961 | 1970 | 1980 | 1991 | 2001 | 2011 | 2021 |
| -------------- | ---- | ---- | ---- | ---- | ---- | ---- | ---- | ---- | ---- | ---- | ---- | ---- | ---- | ---- | ---- |
| Počet obyvatel | 821  | 860  | 834  | 807  | 834  | 852  | 898  | 389  | 515  | 428  | 329  | 218  | 252  | 250  | 329  |
| Počet domů     | 117  | 122  | 140  | 136  | 151  | 152  | 161  | 131  | 101  | 92   | 76   | 66   | 113  | 115  | 116  |

1. ↑  včetně Kunova
2. ↑  z toho: 12 Čechoslováků, 868 Němců; 807 řím. kat., 72 evang., 1 čsl., 15 starokatol., 3 bez vyzn.
3. ↑  z toho: 229 Čechů, Moravanů a Slezanů, 11 Slováků, 2 Němci; 50 řím. kat., 1 čsl. hus., 2 evang., 2 pravosl., 184 bez vyzn.

V Nových Heřminovech je evidováno 144 adres : 130 čísel popisných (trvalé objekty) a 14 čísel evidenčních (dočasné či rekreační objekty). Při sčítání lidu roku 2001 zde bylo napočteno 113 domů, z toho 75 trvale obydlených.

## Obecní správa
Mezi lety 1869–1979 Nové Heřminovy byly obcí v okrese Bruntál. Od 1. července 1979 do 31. prosince 1991 patřily jako část města k Bruntálu a od 1. ledna 1992 je opět samostatnou obcí. Kunov, ač ležící v katastru nově vzniklé obce, zůstal nadále součástí Bruntálu. K 21. červnu 2019 se Kunov stal opětovnou součástí Nových Heřminov.

### Části obce
- Kunov
- Nové Heřminovy

### Obecní symboly
Znak a vlajka byly obci uděleny rozhodnutím předsedkyně Poslanecké sněmovny Parlamentu České republiky dne 4. října 2012.

## Pamětihodnosti
- Kaple Nejsvětější Trojice s kamenným křížem
- Sklep u pole při silnici do Krnova
- Památkově chráněná chalupa čp. 57
- Řada dalších příkladů jesenické lidové architektury (např. čp. 48, 49, 52, 74)
- Dobře dochovaná obytná a průmyslová architektura z 19. a první poloviny 20. století (zejm. čp. 45, 55, 79, 129, 147)
- Meziválečný betonový most přes řeku Opavu
- Několik pomníků a křížků
- Národní přírodní památka Ptačí hora
- Přírodní rezervace Kunov

## Plánovaná přehrada
Podle stránek obce chtěl přehradu vybudovat již Josef II. v 18. století a první projekt byl vypracován doktorem techniky Karlem Pickem v roce 1923.
V reakci na ničivé povodně v roce 1997 rozhodla vláda 21. dubna 2008 o výstavbě přehrady Nové Heřminovy na řece Opavě, kvůli níž má být část Nových Heřminov zaplavena a postižené domy mají být vyvlastněny. V obci platí dlouhodobá stavební uzávěra. V případě stavby menší přehrady by bylo zaplaveno 39 objektů obce, avšak v případě větší přehrady by došlo k likvidaci obce (konstatování Nejvyššího správního soudu v roce 2014).
Obyvatelé obce 30. srpna 2008 v místním referendu zavázali radnici, aby využila všech zákonných prostředků k tomu, aby zabránila výstavbě novoheřminovské přehrady, která má část obce zatopit.  V roce 2013 obec napadla Zásady územního rozvoje, které s postavením přehrady v obci počítaly, u Krajského soudu v Ostravě, ale ten stížnost obce zamítl. V roce 2014 se stavbou přehrady kvůli stížnosti obce zabýval Nejvyšší správní soud (NSS), který stížnost obce zamítl a dal za pravdu zájmu ostatních obcí, které by mohla nová přehrada ochránit. NSS podotkl, že obec v průběhu řízení o Zásadách územního rozvoje nepodala řádnou připomínku a zůstala v jeho průběhu pasivní a navíc bylo přihlédnuto k jejím obavám z úplné likvidace obce.
Dne 20. února 2012 bylo vydáno souhlasné stanovisko EIA ve věci plánované přehrady. Se stavbou menší varianty přehrady se počítá v roce 2026.
Při povodních v roce 2024 absence přehrady způsobila v Opavě a Krnově velké hospodářské škody. V obci Karlovice došlo k protržení poldru a přívalová vlna v Nových Heřminovech zasáhla všechny domy, řada z nich byla vážně poškozena a bude muset být stržena. Od roku 2022 je nové vedení obce, které není proti stavbě přehrady. Řada místních svého odporu k přehradě lituje.
Dne 26. března 2025 se v obci konalo místí referendum s otázkou "Souhlasíte se záměrem vybudovat v obci protipovodňová opatření včetně přehrady?". Referenda se zúčastnilo 52 % oprávněných voličů, z nichž 87 % (tedy 45 % z oprávněných voličů) hlasovalo ANO. Rozhodnutí v místním referendu je pro zastupitelstvo obce závazné.

## Samospráva
Po komunálních volbách v roce 2010 i 2014 byl zvolen starostou Radek Sijka. Ten zemřel 23. června 2015.  Novým starostou byl 30. září téhož roku zvolen Ing. Ludvík Drobný.

## Fotogalerie

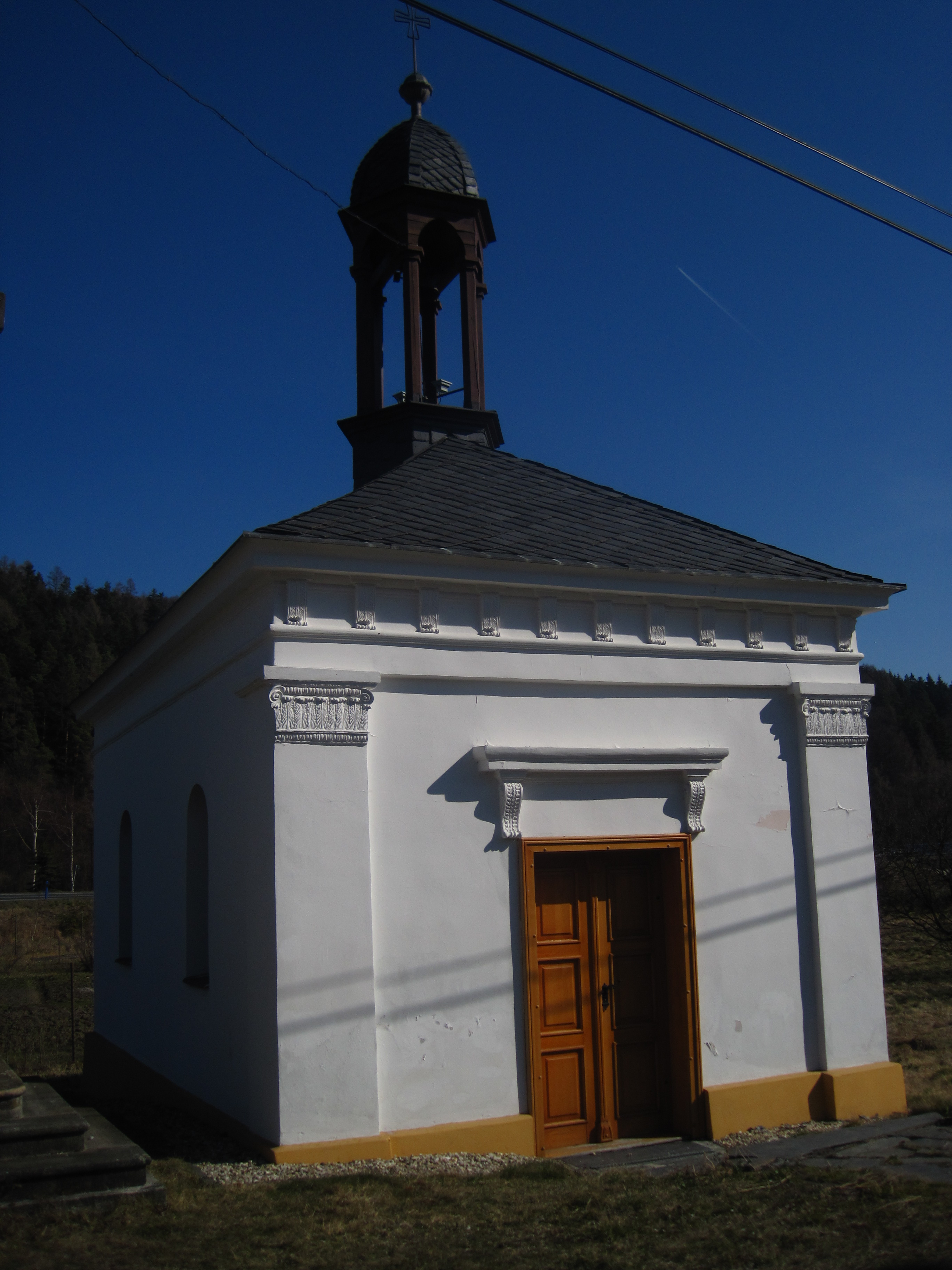
Kaple Nejsvětější Trojice
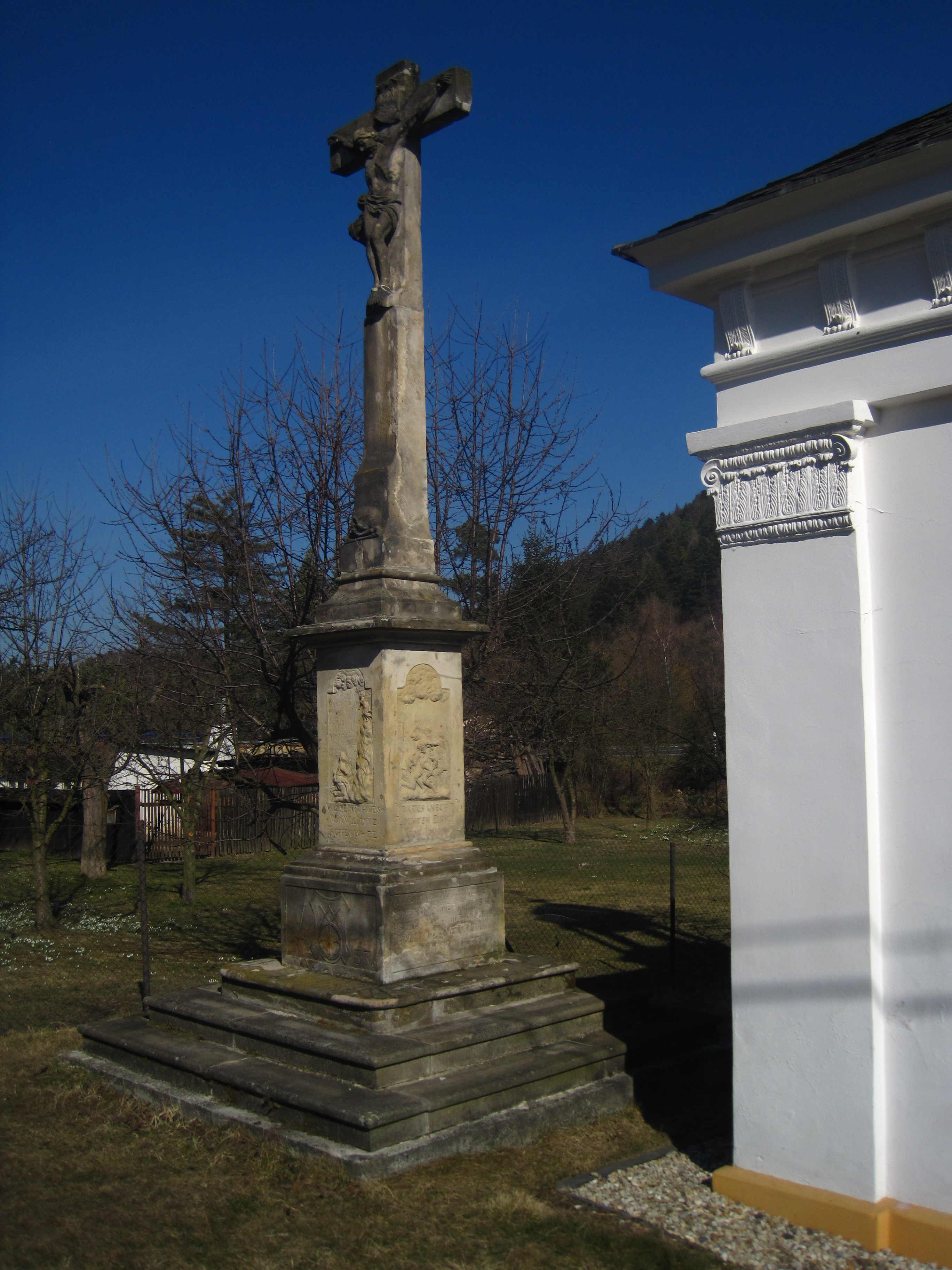
Památkově chráněný kříž u kaple
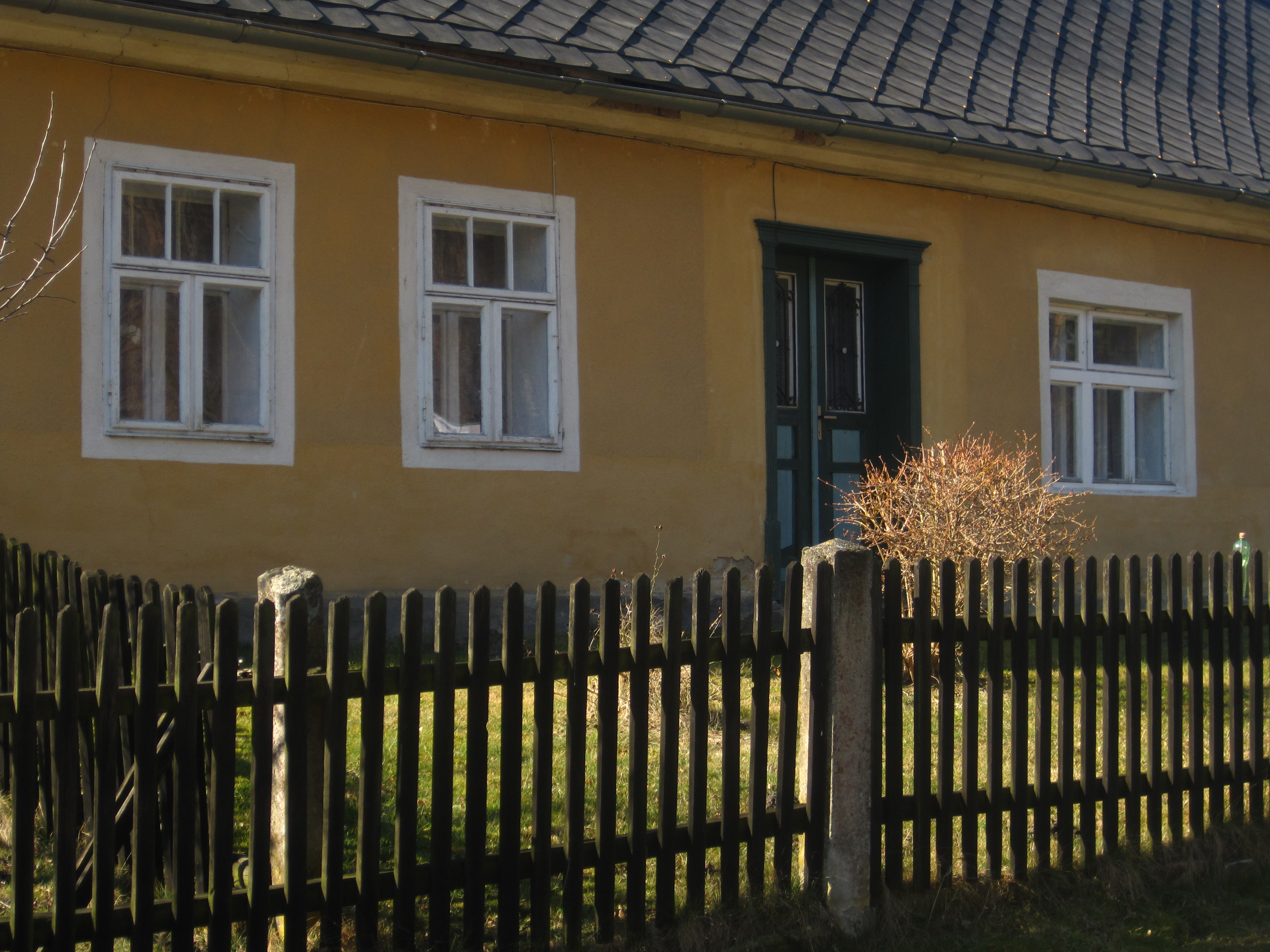
Lidová architektura čp. 49
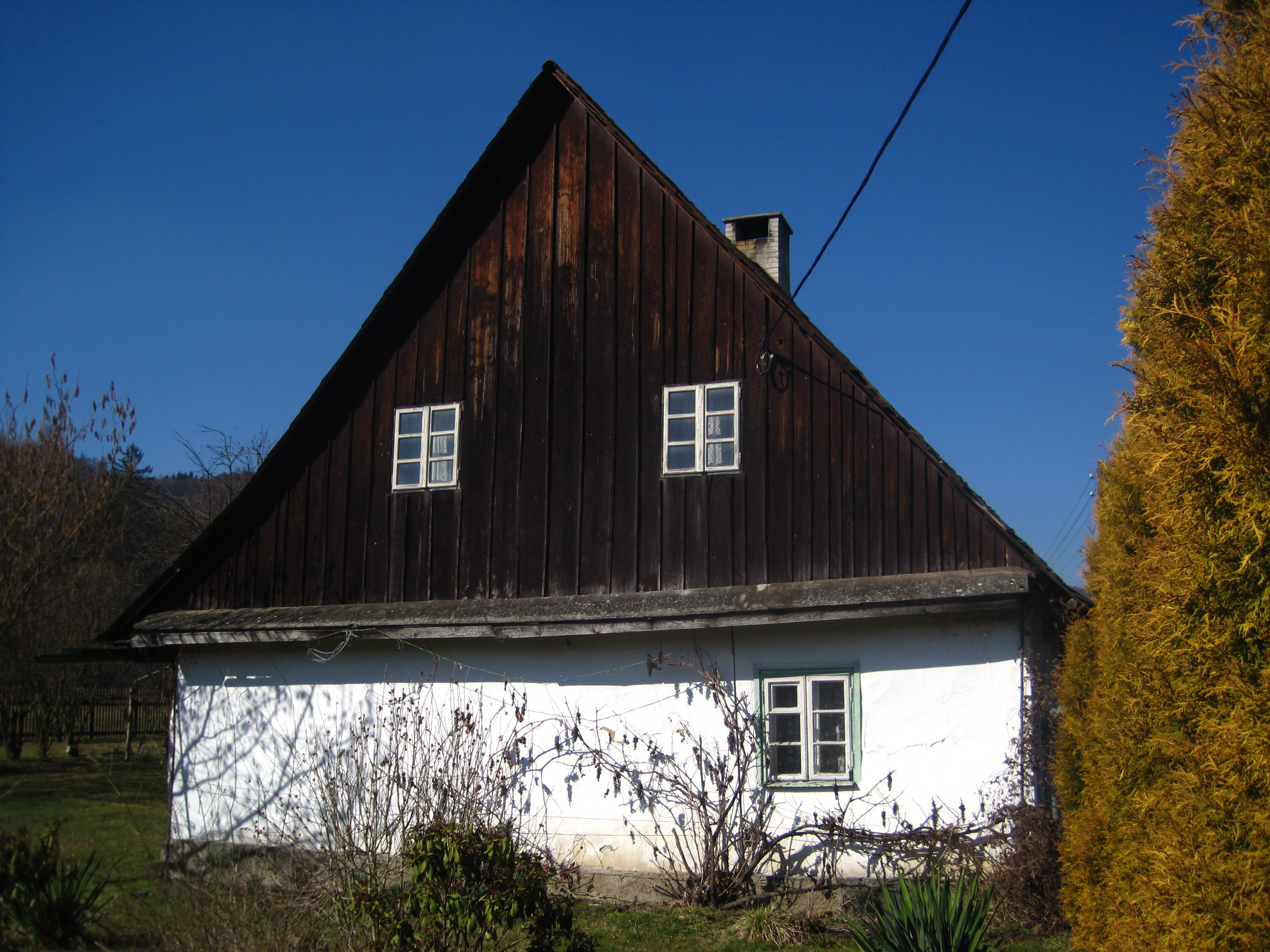
Lidová architektura čp. 52
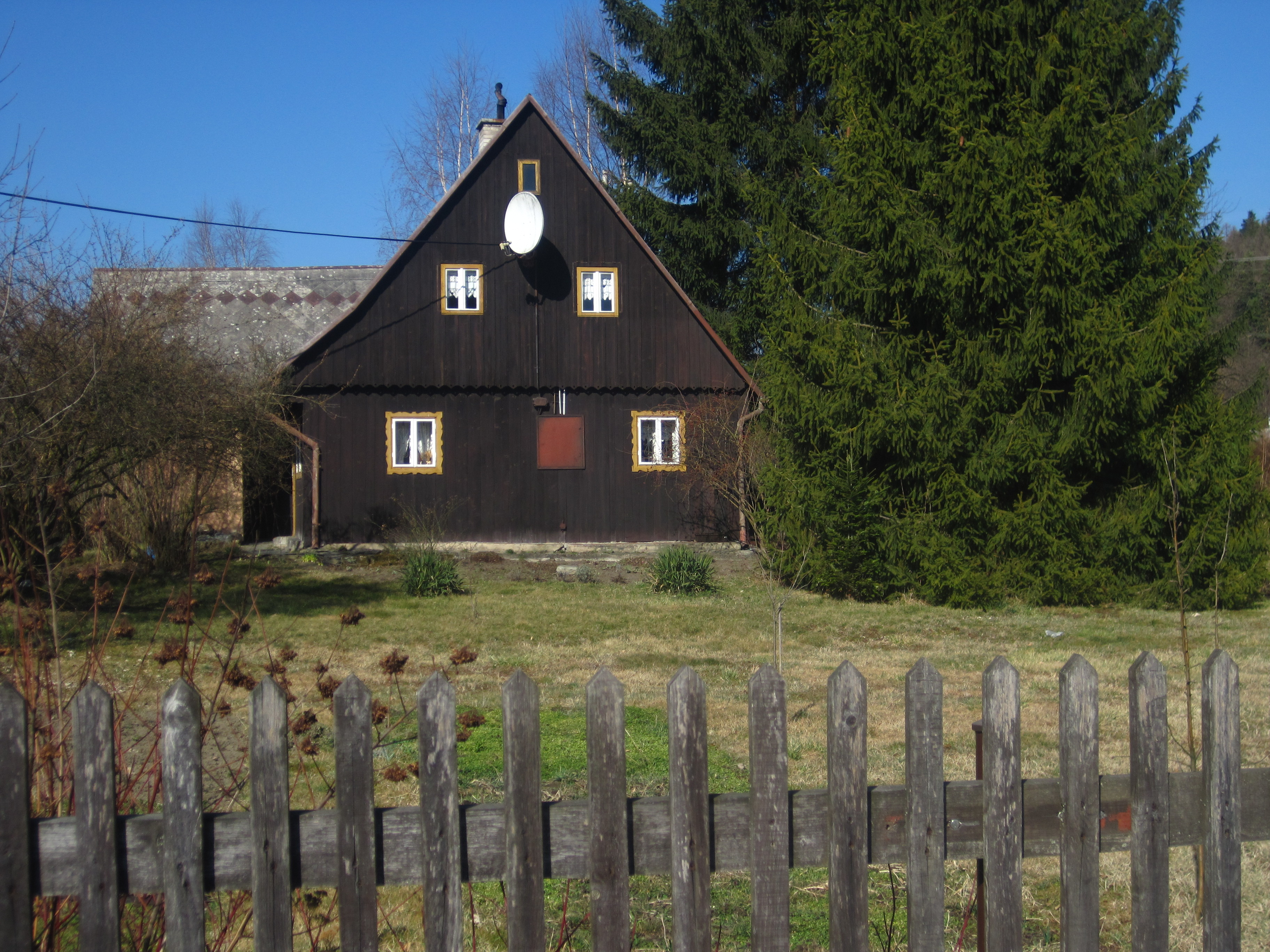
Lidová architektura čp. 66.
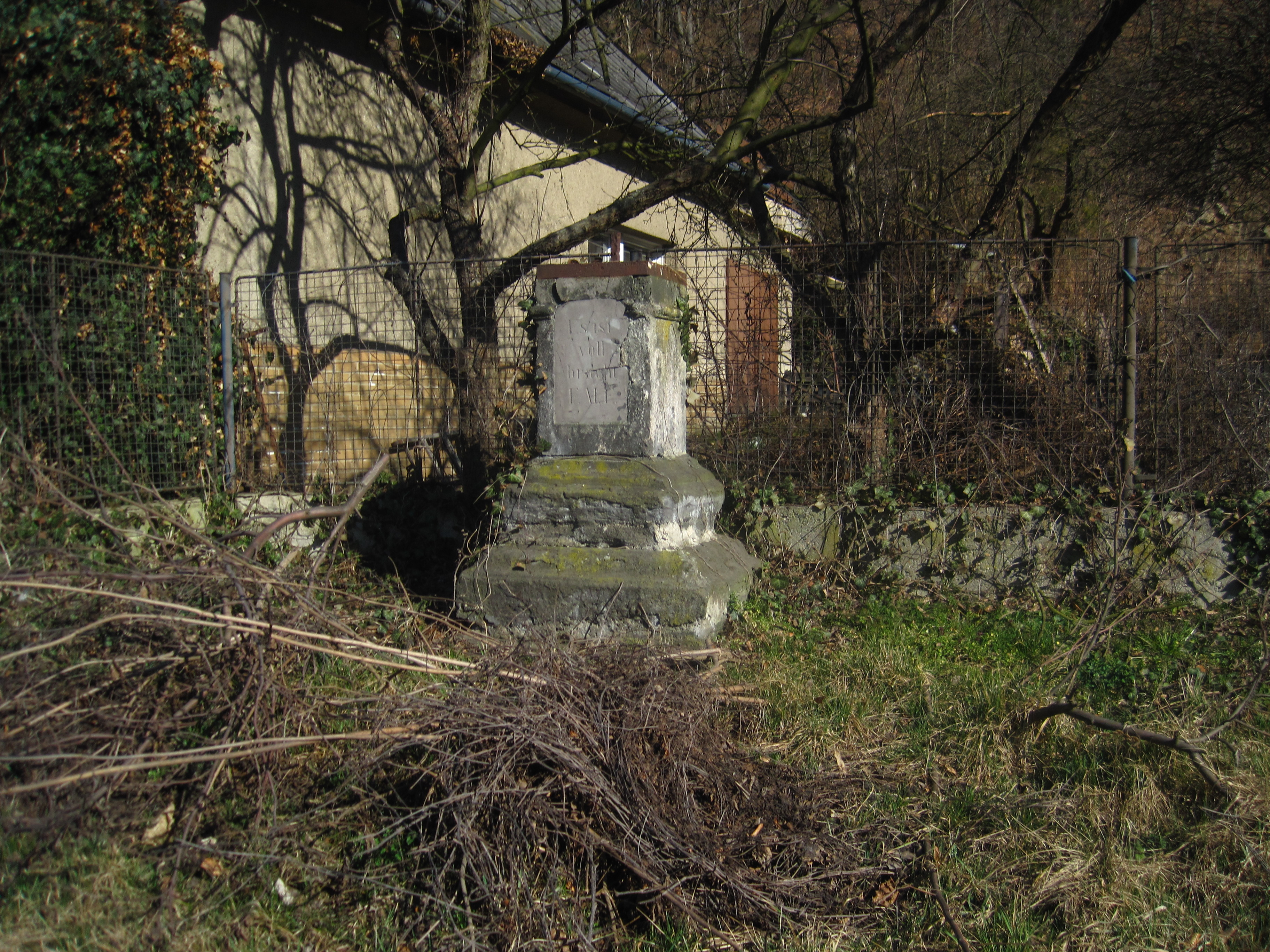
Podstavec kříže
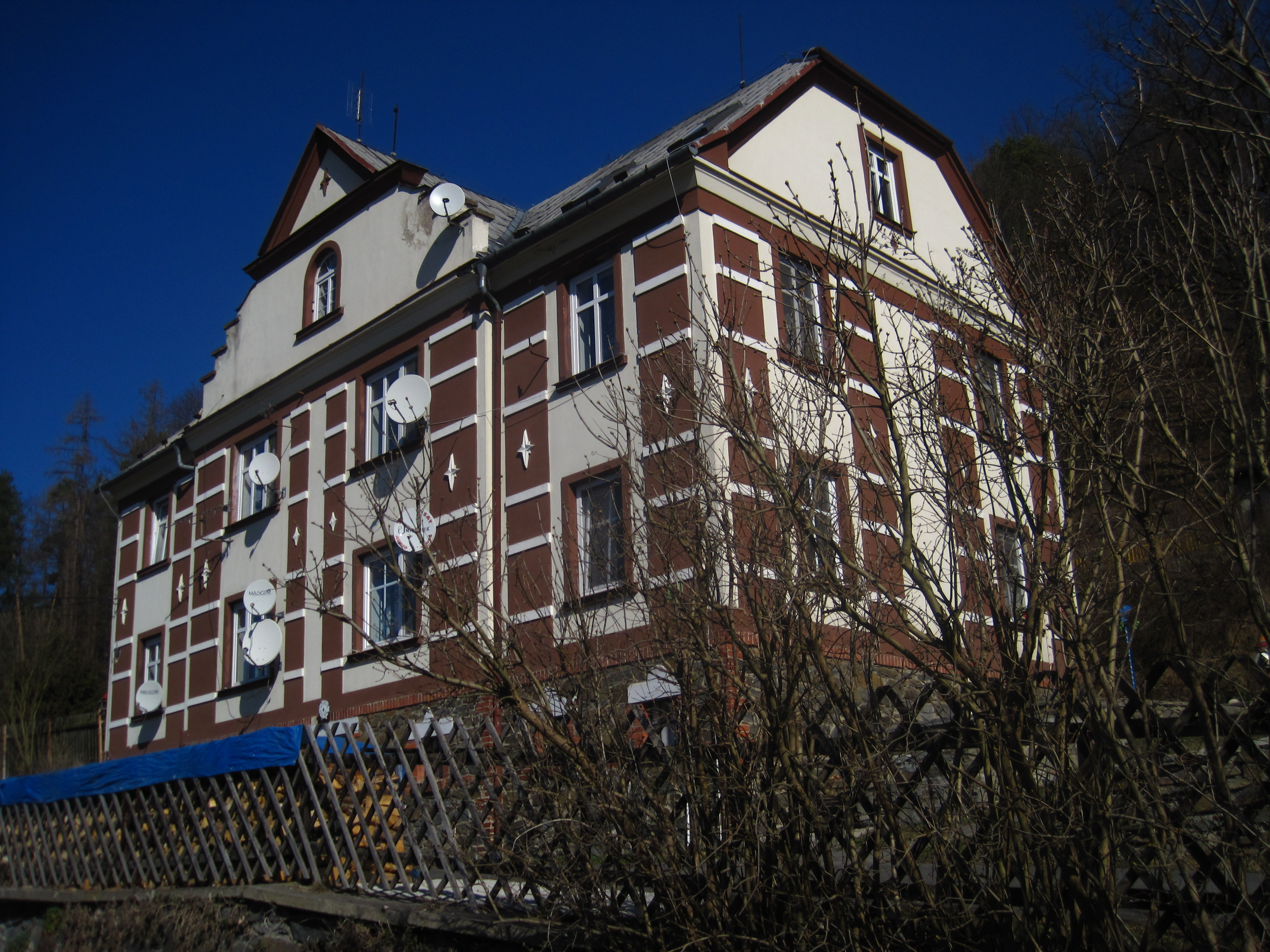
Dům čp. 45
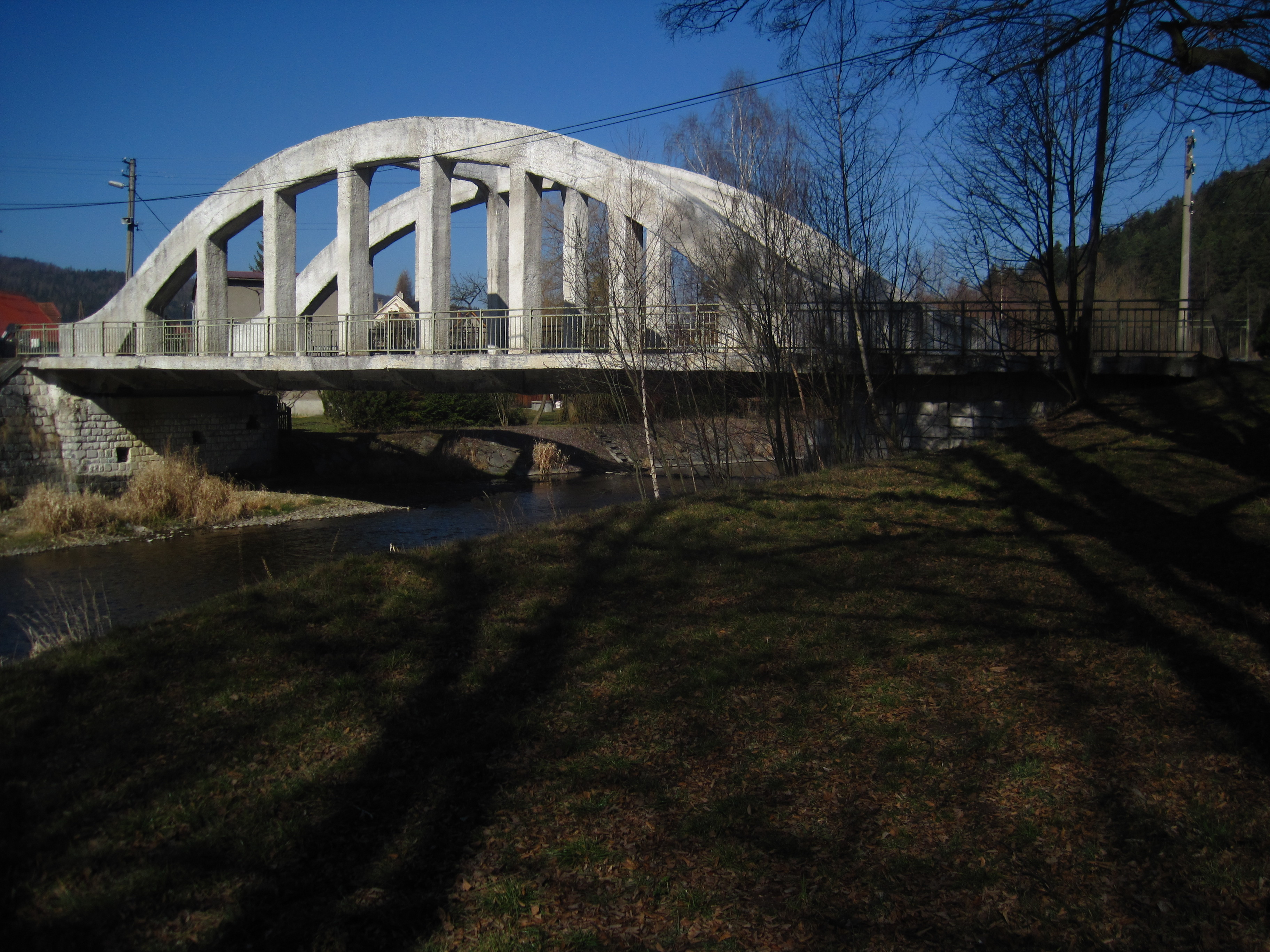
Meziválečný most přes řeku Opavu
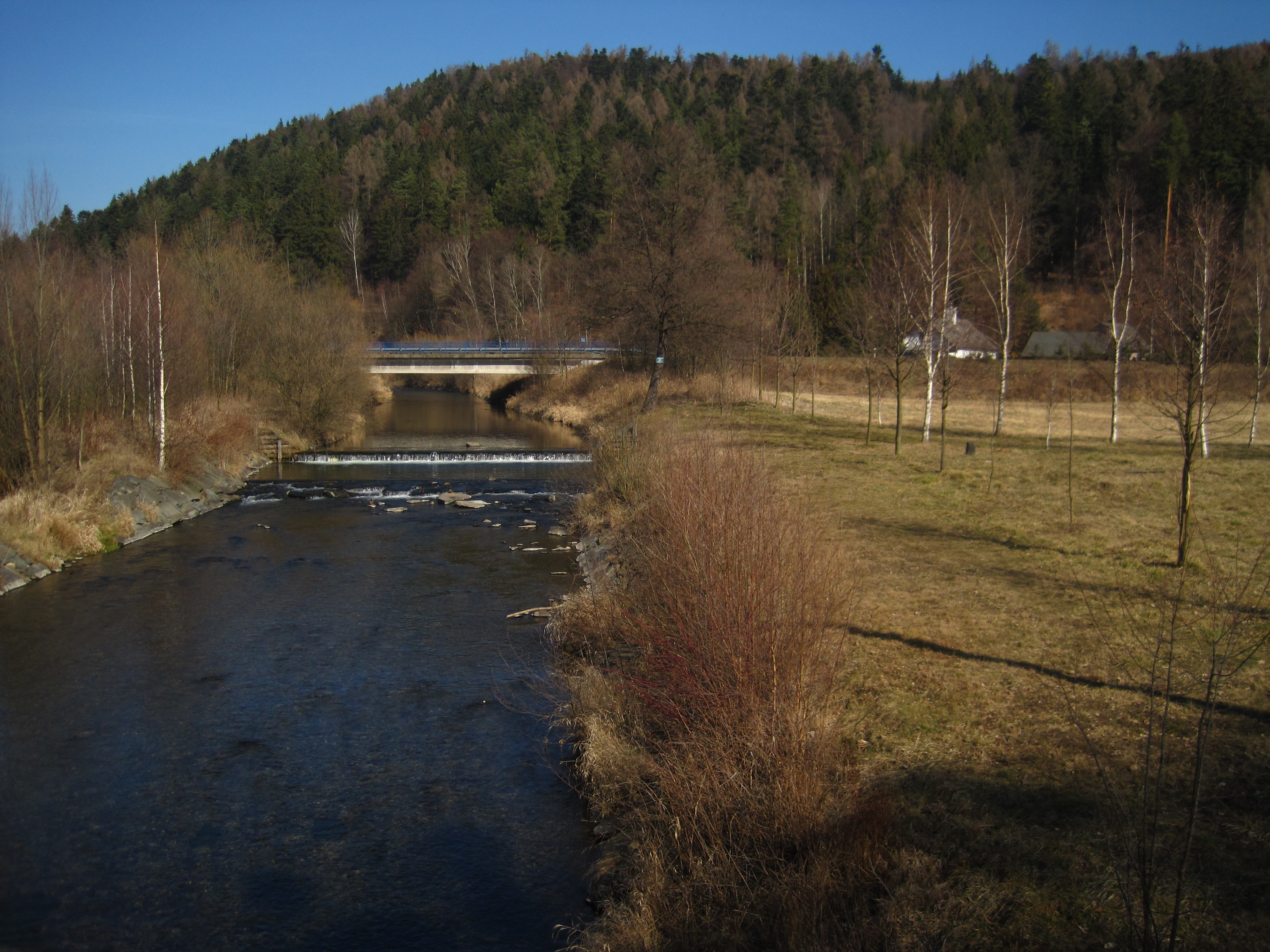
Řeka Opava v Nových Heřminovech
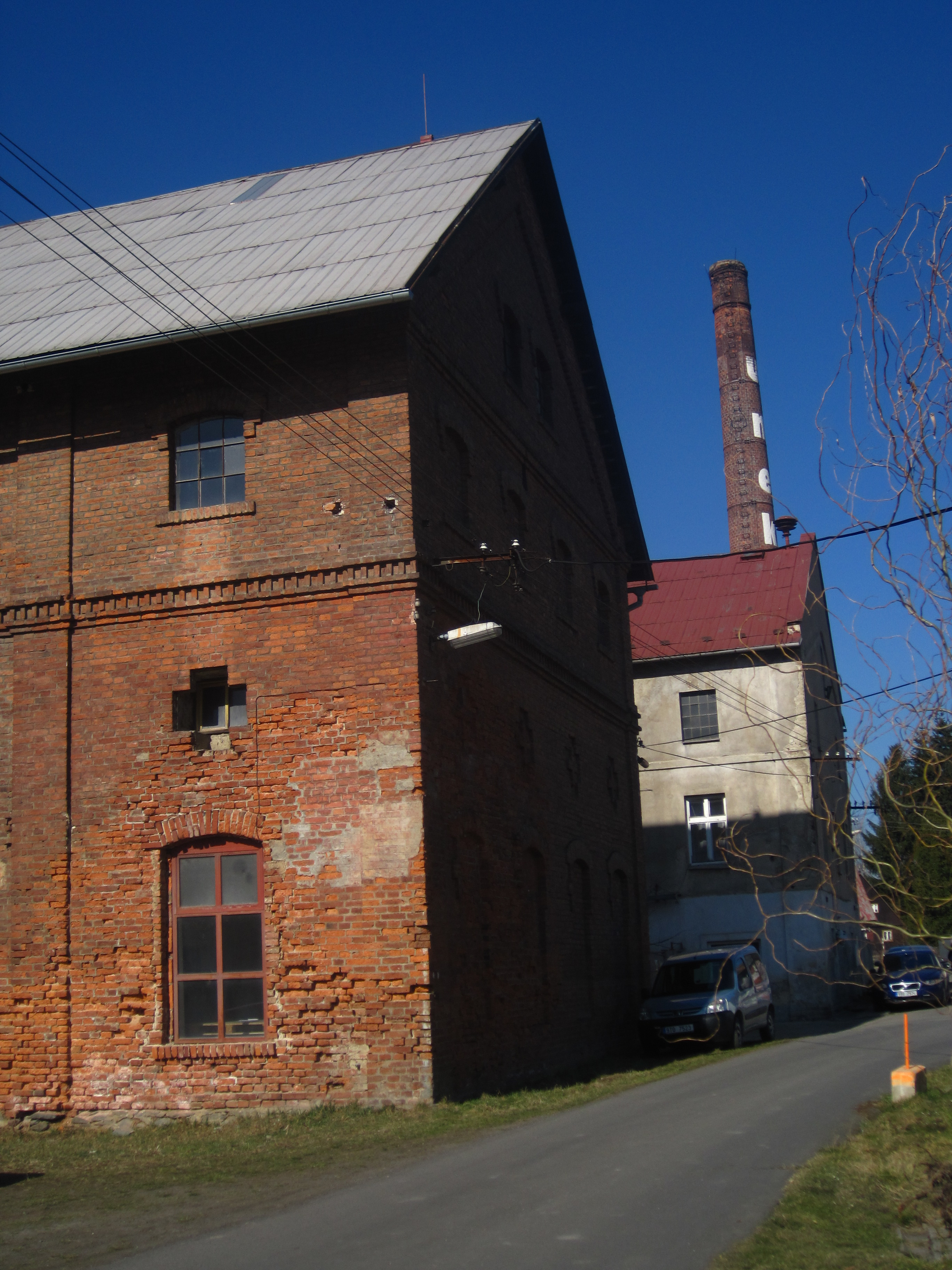
Tovární areál čp. 117
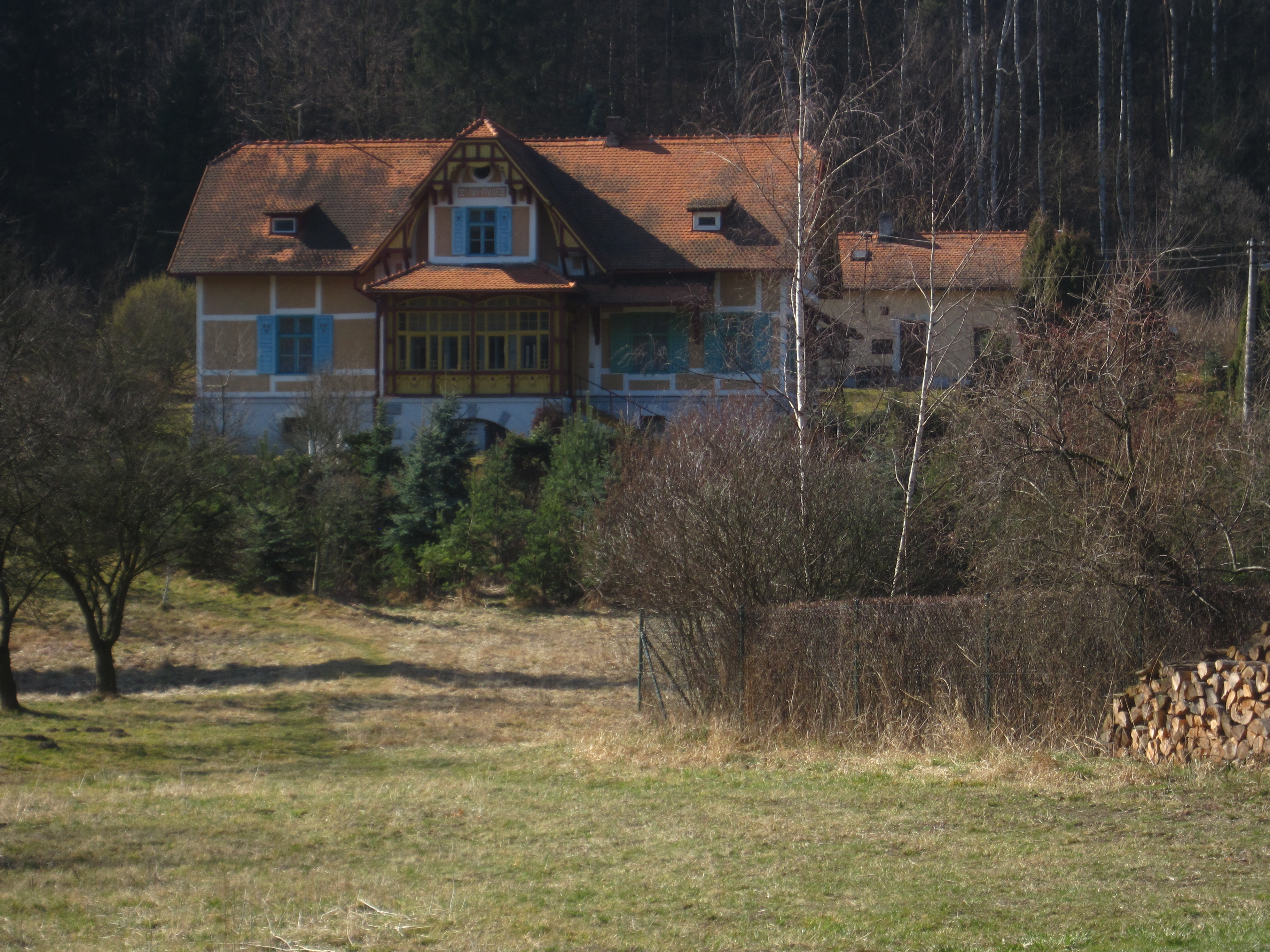
Dům čp. 147
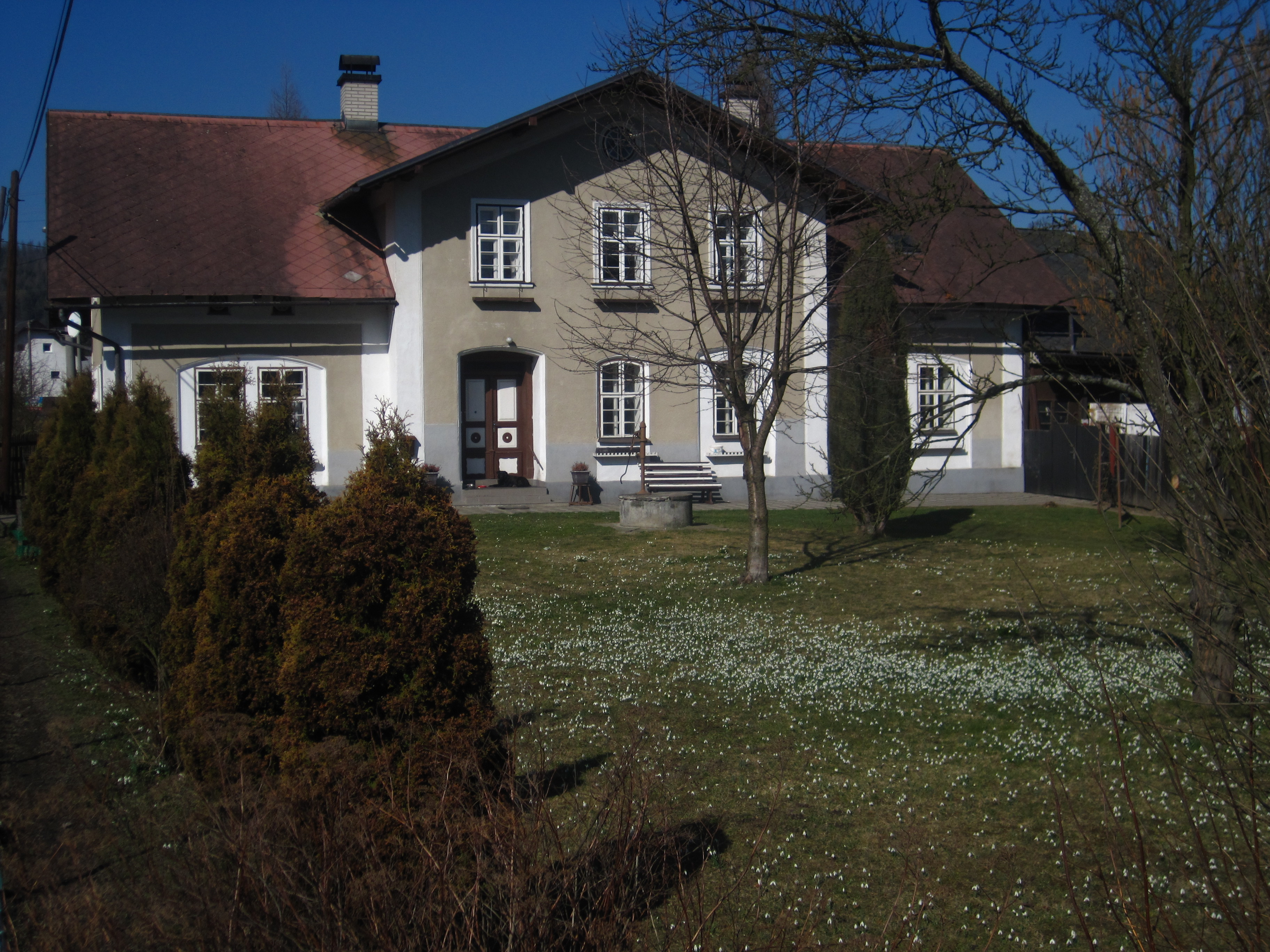
Dům čp. 79
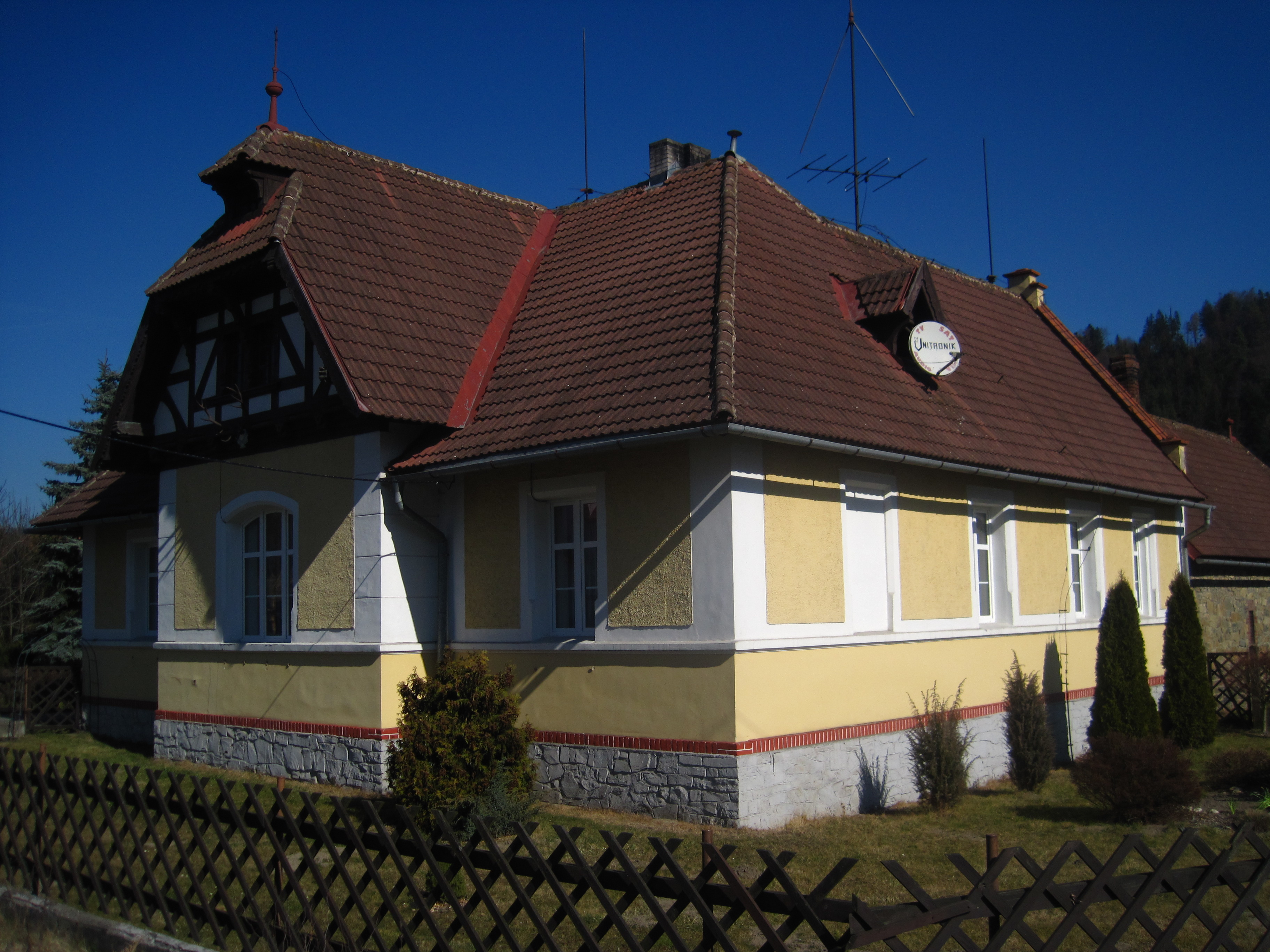
Dům čp. 129
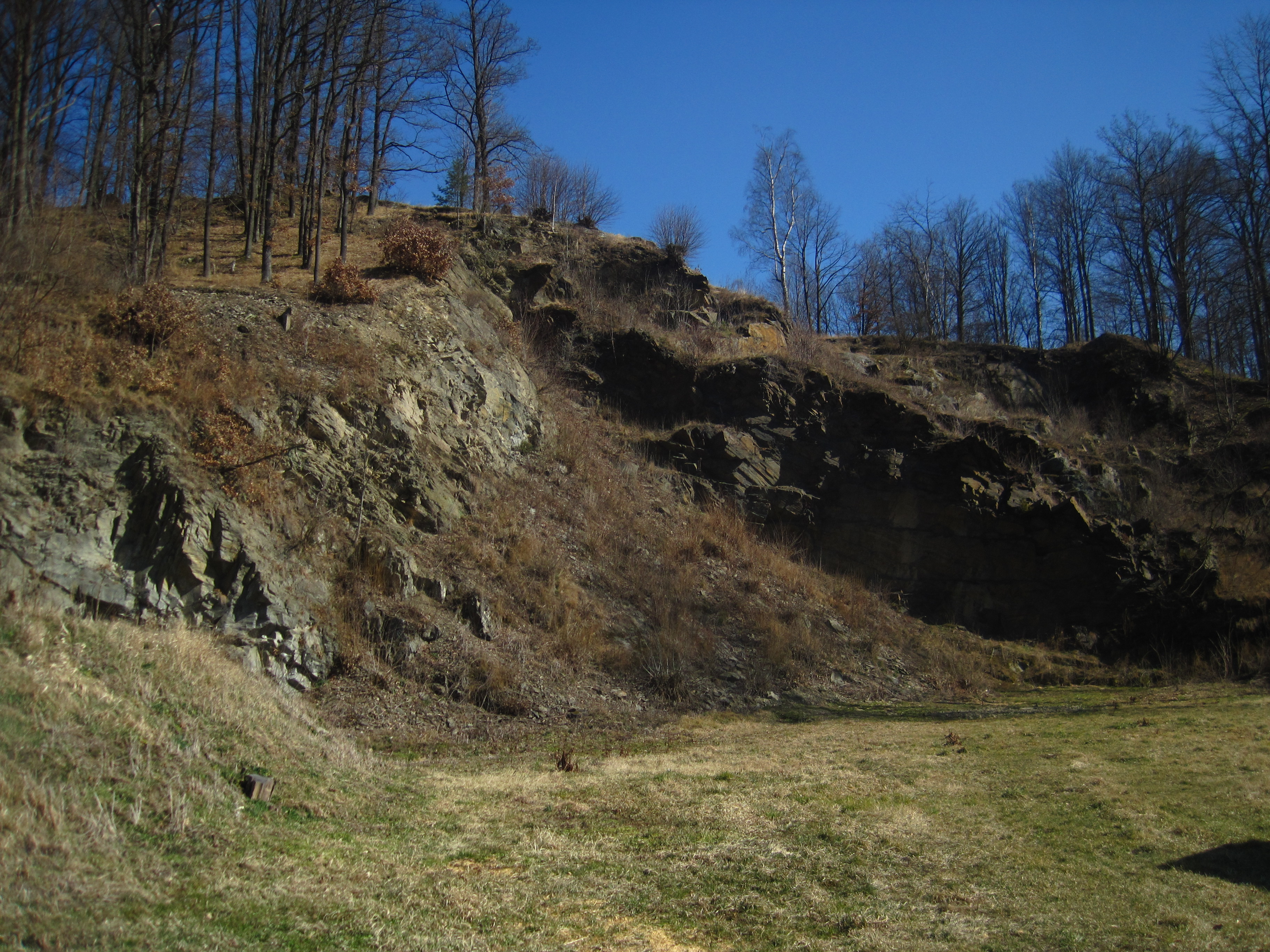
Starý lom u autobusové zastávky